# Taxeotis egenata
Taxeotis egenata là một loài bướm đêm trong họ Geometridae.